# Условия Коши — Римана

Функция f является моногенной, только если df(zX) = z df(X), где z — любое комплексное число.

Условия Коши — Римана, называемые также условиями Даламбера — Эйлера, — соотношения, связывающие вещественную {\displaystyle u=u(x,y)} и мнимую {\displaystyle v=v(x,y)} части всякой дифференцируемой функции комплексного переменного {\displaystyle w=f(z)=u+iv,\ z=x+iy}.
Условия Коши — Римана эквивалентны равенству нулю второй производной Виртингера.

## Формулировка

### В декартовых координатах
Для того чтобы функция {\displaystyle w=f(z)}, определённая в некоторой области {\displaystyle D} комплексной плоскости, была дифференцируема в точке {\displaystyle z_{0}=x_{0}+iy_{0}} как функция комплексного переменного {\displaystyle z}, необходимо и достаточно, чтобы её вещественная и мнимая части {\displaystyle u} и {\displaystyle v} были дифференцируемы в точке {\displaystyle (x_{0},y_{0})} как функции вещественных переменных {\displaystyle x} и {\displaystyle y} и чтобы, кроме того, в этой точке выполнялись условия Коши — Римана:
{\displaystyle {\frac {\partial u}{\partial x}}={\frac {\partial v}{\partial y}};}
{\displaystyle {\frac {\partial u}{\partial y}}=-{\frac {\partial v}{\partial x}}.}
Компактная запись:
{\displaystyle {\frac {\partial f}{\partial x}}+i{\frac {\partial f}{\partial y}}=0,} или {\displaystyle {\frac {\partial f}{\partial x}}={\frac {1}{i}}{\frac {\partial f}{\partial y}}.}
Если условия Коши — Римана выполнены, то производная {\displaystyle f'(z)} представима в любой из следующих форм:
{\displaystyle {\begin{aligned}f'(z)&={\frac {\partial u}{\partial x}}+i{\frac {\partial v}{\partial x}}={\frac {\partial v}{\partial y}}-i{\frac {\partial u}{\partial y}}={\frac {\partial u}{\partial x}}-i{\frac {\partial u}{\partial y}}={\frac {\partial v}{\partial y}}+i{\frac {\partial v}{\partial x}}=\\&={\frac {\partial f}{\partial x}}={\frac {1}{i}}{\frac {\partial f}{\partial y}}.\\\end{aligned}}}

## Доказательство

### 1.Необходимость
По условию теоремы существует предел
{\displaystyle f'(z_{0})=\lim _{\Delta z\to 0}{\frac {f(z_{0}+\Delta z)-f(z_{0})}{\Delta z}},}
не зависящий от способа стремления {\displaystyle \Delta z} к нулю.
- Вещественное приращение. Положим {\displaystyle \Delta z=\Delta x} и рассмотрим выражение

{\displaystyle \lim _{\Delta z\to 0}{\frac {f(z_{0}+\Delta z)-f(z_{0})}{\Delta z}}=\lim \limits _{\Delta x\to 0}{\frac {f(z_{0}+\Delta x)-f(z_{0})}{\Delta x}}.}
Существование комплексного предела {\displaystyle \lim _{\Delta z\to 0}{\tfrac {f(z_{0}+\Delta z)-f(z_{0})}{\Delta z}}} равносильно существованию одного и того же предела в любом направлении, включая {\displaystyle \lim _{\Delta x\to 0}{\tfrac {f(z_{0}+\Delta x)-f(z_{0})}{\Delta x}}.} Поэтому в точке z0 существует частная производная функции f(z) по x и имеет место формула
{\displaystyle \lim _{\Delta z\to 0}{\frac {f(z_{0}+\Delta z)-f(z_{0})}{\Delta z}}={\frac {\partial f(z_{0})}{\partial x_{0}}}.}
- Чисто мнимое приращение. Полагая {\displaystyle \Delta z=i\Delta y}, находим

{\displaystyle \lim _{\Delta z\to 0}{\frac {f(z_{0}+\Delta z)-f(z_{0})}{\Delta z}}=\lim \limits _{\Delta y\to 0}{\frac {f(z_{0}+i\Delta y)-f(z_{0})}{i\Delta y}}={\frac {1}{i}}{\frac {\partial f(z_{0})}{\partial y_{0}}}.}
Это означает, что если функция дифференцируема, то производные функции по x и по y точно одинаковы, то есть необходимость условий Коши — Римана доказана.

### 2. Достаточность
Иными словами, нужно доказать в обратную сторону — что если производные функции по x и по y действительно одинаковы, то функция оказывается дифференцируемой вообще в любых направлениях.

#### Приращение функции
Следуя определению дифференцируемости, приращение функции {\displaystyle f(z)} в окрестности точки {\displaystyle z_{0}} может быть записано в виде
{\displaystyle f(z_{0}+\Delta z)-f(z_{0})={\frac {\partial f(z_{0})}{\partial x_{0}}}\Delta x+{\frac {\partial f(z_{0})}{\partial y_{0}}}\Delta y+\xi (x,y),}
где комплекснозначная функция {\displaystyle \xi (x,y)} служит «придаточным» слагаемым и стремится к нулю при {\displaystyle (x,y)\rightarrow (x_{0},y_{0})} быстрее, чем {\displaystyle \Delta x} и {\displaystyle \Delta y,} то есть
{\displaystyle \lim _{\Delta z\to 0}{\frac {\xi (x,y)}{\Delta z}}=\lim _{\Delta z\to 0}{\frac {\xi (x_{0}+\Delta x,y_{0}+\Delta y)}{\Delta z}}=0.}
Составим теперь разностное соотношение {\displaystyle {\frac {f(z_{0}+\Delta z)-f(z_{0})}{\Delta z}}} и преобразуем его к виду
{\displaystyle {\frac {f(z_{0}+\Delta z)-f(z_{0})}{\Delta z}}={\frac {{\frac {\partial f(z_{0})}{\partial x_{0}}}\Delta x+{\frac {1}{i}}{\frac {\partial f(z_{0})}{\partial y_{0}}}(i\Delta y)+\xi (x,y)}{\Delta z}}.}

#### Условие дифференцируемости
Теперь, чтобы доказать достаточность условий Коши — Римана, подставим их в разностное соотношение и получим следующее:
{\displaystyle {\frac {f(z_{0}+\Delta z)-f(z_{0})}{\Delta z}}={\frac {{\frac {\partial f(z_{0})}{\partial x_{0}}}\Delta x+{\frac {\partial f(z_{0})}{\partial x_{0}}}(i\Delta y)+\xi (x,y)}{\Delta z}}={\frac {\partial f(z_{0})}{\partial x_{0}}}+{\frac {\xi (x,y)}{\Delta z}}.}
Заметим, что при стремлении {\displaystyle \Delta z} к нулю последнее слагаемое этой формулы стремится к нулю, а первое остаётся неизменным. Поэтому предел {\displaystyle {\tfrac {\partial f(z_{0})}{\partial z_{0}}}=\lim _{\underset {\Delta z\in \mathbb {C} }{\Delta z\to 0}}{\tfrac {f(z_{0}+\Delta z)-f(z_{0})}{\Delta z}}=f'(z_{0})} одинаков в любом направлении приращения {\displaystyle \Delta z,} а не только вдоль вещественной и мнимой осей, а значит, этот предел существует, что и доказывает достаточность.

### В полярных координатах
В полярной системе координат {\displaystyle (r,\varphi )} условия Коши — Римана выглядят так:
{\displaystyle {\frac {\partial u}{\partial r}}={\frac {1}{r}}{\frac {\partial v}{\partial \varphi }};\quad {\frac {\partial u}{\partial \varphi }}=-r{\frac {\partial v}{\partial r}}.}
Компактная запись:
{\displaystyle {\frac {\partial f}{\partial r}}+{\frac {i}{r}}{\frac {\partial f}{\partial \varphi }}=0.}
Представим исходную функцию в виде
{\displaystyle f(x+iy)=u(x,y)+iv(x,y).}
Выражение декартовых координат через полярные
{\displaystyle \left\{{\begin{matrix}x=r\cos \varphi ;\\y=r\sin \varphi .\end{matrix}}\right.}

Распишем производную функции {\displaystyle u(x,y)}
{\displaystyle \left\{{\begin{matrix}{\frac {\partial u}{\partial r}}={\frac {\partial u}{\partial x}}{\frac {\partial x}{\partial r}}+{\frac {\partial u}{\partial y}}{\frac {\partial y}{\partial r}}=\cos \varphi {\frac {\partial u}{\partial x}}+\sin \varphi {\frac {\partial u}{\partial y}};\\{\frac {\partial u}{\partial \varphi }}={\frac {\partial u}{\partial x}}{\frac {\partial x}{\partial \varphi }}+{\frac {\partial u}{\partial y}}{\frac {\partial y}{\partial \varphi }}=-r\sin \varphi {\frac {\partial u}{\partial x}}+r\cos \varphi {\frac {\partial u}{\partial y}}.\end{matrix}}\right.}
аналогично, вычисляем производные функции {\displaystyle v(x,y)}
{\displaystyle \left\{{\begin{matrix}{\frac {\partial v}{\partial r}}={\frac {\partial v}{\partial x}}{\frac {\partial x}{\partial r}}+{\frac {\partial v}{\partial y}}{\frac {\partial y}{\partial r}}=\cos \varphi {\frac {\partial v}{\partial x}}+\sin \varphi {\frac {\partial v}{\partial y}};\\{\frac {\partial v}{\partial \varphi }}={\frac {\partial v}{\partial x}}{\frac {\partial x}{\partial \varphi }}+{\frac {\partial v}{\partial y}}{\frac {\partial y}{\partial \varphi }}=-r\sin \varphi {\frac {\partial v}{\partial x}}+r\cos \varphi {\frac {\partial v}{\partial y}}.\end{matrix}}\right.}
Перегруппируем и домножим
{\displaystyle \left\{{\begin{matrix}{\frac {\partial u}{\partial r}}=\cos \varphi {\frac {\partial u}{\partial x}}+\sin \varphi {\frac {\partial u}{\partial y}};\\{\frac {1}{r}}{\frac {\partial v}{\partial \varphi }}=\cos \varphi {\frac {\partial v}{\partial y}}-\sin \varphi {\frac {\partial v}{\partial x}};\end{matrix}}\right.}
{\displaystyle \left\{{\begin{matrix}{\frac {\partial u}{\partial \varphi }}=-r\sin \varphi {\frac {\partial u}{\partial x}}+r\cos \varphi {\frac {\partial u}{\partial y}};\\-r{\frac {\partial v}{\partial r}}=-r\cos \varphi {\frac {\partial v}{\partial x}}-r\sin \varphi {\frac {\partial v}{\partial y}}.\end{matrix}}\right.}
Используя Условия Коши — Римана в декартовых координатах,

получаем равенство соответствующих выражений, что приводит к результату
{\displaystyle {\frac {\partial u}{\partial r}}={\frac {1}{r}}{\frac {\partial v}{\partial \varphi }};\quad {\frac {\partial u}{\partial \varphi }}=-r{\frac {\partial v}{\partial r}}.}

### Связь модуля и аргумента дифференцируемой комплексной функции
Часто удобно записывать комплексную функцию в показательной форме:
{\displaystyle f(z)=R(x,y)e^{i\Phi (x,y)}.}
Тогда условия Коши — Римана связывают модуль {\displaystyle R} и аргумент {\displaystyle \Phi } функции следующим образом:
{\displaystyle {\frac {\partial R}{\partial x}}=R{\frac {\partial \Phi }{\partial y}};\quad {\frac {\partial R}{\partial y}}=-R{\frac {\partial \Phi }{\partial x}}.}
А если функция и её аргумент выражены в полярной системе одновременно:
{\displaystyle f(z)=R(r,\varphi )e^{i\Phi (r,\varphi )},}
то запись приобретает вид:
{\displaystyle {\frac {\partial R}{\partial r}}={\frac {R}{r}}{\frac {\partial \Phi }{\partial \varphi }};\quad R{\frac {\partial \Phi }{\partial r}}=-{\frac {\partial R}{r\partial \varphi }}.}

## Геометрический смысл условий Коши — Римана
Пусть функция {\displaystyle w=f(z)=u(x,y)+iv(x,y),} где {\displaystyle z=x+iy,} дифференцируема. Рассмотрим в комплексной плоскости {\displaystyle (x,y)} два семейства кривых (линии уровня).
Первое семейство: {\displaystyle u(x,y)=const.}
Второе семейство: {\displaystyle v(x,y)=const.}
Тогда условия Коши — Римана означают, что кривые первого семейства ортогональны кривым второго семейства.

## Алгебраический смысл условий Коши — Римана
Если рассматривать множество комплексных чисел {\displaystyle \mathbb {C} } как векторное пространство над {\displaystyle \mathbb {R} }, то значение производной функции {\displaystyle f\colon \mathbb {C} \to \mathbb {C} } в точке является линейным отображением из 2-мерного векторного пространства {\displaystyle \mathbb {C} } в себя ({\displaystyle \mathbb {R} }-линейность). Если же рассматривать {\displaystyle \mathbb {C} } как одномерное векторное пространство над {\displaystyle \mathbb {C} }, то и производная в точке будет линейным отображением одномерного векторного пространства {\displaystyle \mathbb {C} } в себя ({\displaystyle \mathbb {C} }-линейность), которое в координатах представляет собой умножение на комплексное число {\displaystyle f'(z)}. Очевидно, всякое {\displaystyle \mathbb {C} }-линейное отображение {\displaystyle \mathbb {R} }-линейно. Так как поле (одномерное векторное пространство) {\displaystyle \mathbb {C} } изоморфно полю вещественных матриц вида {\displaystyle {\begin{pmatrix}a&b\\-b&a\end{pmatrix}}} с обычными матричными операциями, условия Коши — Римана, накладываемые на элементы матрицы Якоби отображения {\displaystyle f} в точке {\displaystyle z} (точнее, отображения {\displaystyle {\tilde {f}}\colon (x,y)\mapsto {\big (}u(x,y),v(x,y){\big )}} в точке {\displaystyle (x,y)}), являются условиями {\displaystyle \mathbb {C} }-линейности {\displaystyle f'(z)}, т.е. {\displaystyle {\tilde {f}}'(x,y)}.

## История
Эти условия впервые появились в работе д'Аламбера (1752). В работе Эйлера, доложенной Петербургской академии наук в 1777 году, условия получили впервые характер общего признака аналитичности функций.
Коши пользовался этими соотношениями для построения теории функций, начиная с мемуара, представленного Парижской академии наук в 1814 году. Знаменитая диссертация Римана об основах теории функций относится к 1851 году.